# Belosynapsis epiphytica
Belosynapsis epiphytica là một loài thực vật có hoa trong họ Commelinaceae. Loài này được (Blatt.) C.E.C.Fisch. mô tả khoa học đầu tiên năm 1936.